# Вишеград (община)
Вижте пояснителната страница за други значения на Вишеград.
Община Вишеград (на сръбски: Општина Вишеград) е разположена в Република Сръбска, част от Босна и Херцеговина. Неин административен център е град Вишеград. Общата площ на общината е 448 км2. Населението ѝ през 2004 година е 19 419 души.